# Petter Martinsson
Alf Petter Henrik Martinsson, född 12 november 1994 i Ludvika församling i Dalarnas län, är en svensk officer, författare och socialdemokratisk politiker. Sedan 1 juli 2023 är han ordförande för Norra innerstadens stadsdelsnämnd i Stockholm.

## Biografi
Under uppväxten tävlade Martinsson i kanot på elitnivå för Ludvika Paddlarklubb och Kanotsällskapet Ägir, och tog flera SM-guld som ungdom och junior.
Martinsson har dubbla kandidatexamina i ekonomi från Handelshögskolan i Stockholm och i statsvetenskap från Försvarshögskolan. Under studietiden var han aktiv i Socialdemokratiska ekonomklubben, och han har tidigare varit förtroendevald inom Rädda Barnen. Martinsson är officer och arbetade som politiskt sakkunnig i Statsrådsberedningen i Regeringskansliet mellan 2020 och 2022.